# Dictyna lecta
Dictyna lecta là một loài nhện trong họ Dictynidae.
Loài này thuộc chi Dictyna. Dictyna lecta được Arthur Merton Chickering miêu tả năm 1952.